# Wollunquaderes majkenae
Genre
Espèce
Wollunquaderes majkenae est  une espèce de Kinorhynches, la seule du genre Wollunquaderes et de famille indéterminée.

## Distribution
Elle a été découverte dans la mer de Corail au large de l'Australie.

## Publication originale
- Sørensen & Thormar, 2010 : Wollunquaderes majkenae gen. et sp. nov.—a new cyclorhagid kinorhynch genus and species from the Coral Sea, Australia. Marine Biodiversity..